# Rafael Castelló Cogollos
Rafael Castelló Cogollos   (Carcaixent, 23 de gener de 1964) és un sociòleg valencià, professor del Departament de Sociologia i Antropologia Social de la Universitat de València des de 1989.
Va ser redactor econòmic del Setmanari El Temps entre 1987 i 1988 i regidor i primer tinent d'alcalde en l'Ajuntament de Carcaixent entre 1987 i 1991.
Va estar vicedegà d'Estudis entre 2007 i 2012 i president de la Comissió de Qualitat de la Facultat de Ciències Socials de la Universitat de València entre 2012 i 2018. Entre 2012 i 2022 ha estat director del Servei de Política Lingüística de la Universitat de València. Codirigeix la Càtedra de Drets Lingüístics de la Universitat de València des de la seua creació en 2018, junt a Vicenta Tasa Fuster.
Ha fet investigació i publicat articles sobre demografia valenciana, identitat nacional al País Valencià, sociolingüística a la societat valenciana, l'estructura de classes valenciana i precarietat vital i acció col·lectiva. En l'àmbit de la sociolingüística ha proposat els conceptes d'«especulació lingüística» i de «multilingüisme autocentrat».